# ناحیه کیونی، شهرستان هنری، ایلینوی
ناحیه کیونی (به انگلیسی: Kewanee Township) یک منطقهٔ مسکونی در ایالات متحده آمریکا است که در شهرستان هنری، ایلینوی واقع شده‌است. ناحیه کیونی ۲۲۵ متر بالاتر از سطح دریا واقع شده‌است.